# Adalberto II de Ivrea
Adalberto de Ivrea (c. 932-Autun, Francia, c. 975) fue rey de Italia, junto a su padre, de 950 a 963. Era hijo del Margrave Berengario II de Ivrea y de Willa de Toscana. 

## Biografía
El 15 de diciembre de 950, él y su padre fueron coronados reyes de Italia en Pavía, en la basílica de San Miguel el Mayor, después de la muerte de Lotario II de Arlés. Su padre encerró a la viuda de Lotario, Adelaida de Italia, y quiso forzarla para que se casara con Adalberto y consolidara su pretensión al trono. Cuando ella rehusó y se escapó, fue perseguida y hecha prisionera por cuatro meses en la ciudad de Como. Allí fue maltratada por la madre de Adalberto para que se casase con Adalberto, pero siempre se negó a ello y volvió a huir.
En el año de 951 Otón I de Alemania invadió Italia y rescató a la reina Adelaida, casándose con ella. A cambio de permitirles mantener la corona de Italia, forzó a Berengario y Adalberto a rendirle homenaje en 952. 
Otón regresó a Alemania y Berengario y Adalberto volvieron a sentirse a sus anchas para forzar las relaciones con todos los nobles y la Iglesia. En el año de 953, Adalberto puso sitio al castillo de Canossa del conde Adalberto Atto de Canossa, donde Adelaida se había refugiado dos años antes cuando fue rescatada por Otón I del asedio de Berengario. Los magnates y los obispos se quejaron al emperador, quien envió en 957 a su hijo Liudolfo de Suabia. Luidolfo invadió Lombardía y provocó la huida de Berengario, y aunque Adalberto logró reunir un gran ejército en Verona, fue derrotado. Padre e hijo tuvieron que doblegarse de nuevo a los mandatos del emperador, pero Liudolfo murió prematuramente y dejó abandonado a su ejército.
Muerto Liudolfo, se vieron otra vez libres de Otón y volvieron a arremeter contra todo aquel que supusiese un estorbo en su deseo de gobernar sin oposición. En el año de 960, se unió con su padre en el ataque al papa Juan XII, lo cual fue un grave error táctico, ya que le dio a Otón I el pretexto para acudir al auxilio del papa, logrando vencer a padre e hijo y ser coronado emperador.
Adalberto huyó a Fraxinet, entonces bajo dominio sarraceno (musulmán), de ahí huyó a Córcega. Posteriormente trató de tomar Pavía, pero fue derrotado por el ejército de Burcardo III, duque de Suabia. Sólo la intervención de sus hermanos Conrado de Ivrea y Guy de Ivrea, que murieron en la batalla, lo salvaron para luchar un día más.
Sus negociaciones con el Imperio bizantino le permitieron retirarse con su esposa Gerberga de Mâcon a Borgoña, donde falleció en Autun entre 971 y 975.
Su viuda contrajo matrimonio con Otón-Enrique Duque de Borgoña y su hijo Otón-Guillermo de Borgoña heredó el condado de Borgoña de su padrastro, que fue el antecedente del Franco Condado de Borgoña y los emperadores Hohenstaufen.
| Títulos Reales            |                                                       |                      |
| Predecesor: Berengario II | Rey de Italia 950-963 junto a Berengario II (950-961) | Sucedido por: Otón I |